# Ada Ringen
Ada Ringen (* 21. November 1989) ist eine ehemalige norwegische Biathletin. Die Biathletin Elise Ringen ist ihre Zwillingsschwester.
Ada Ringen startete für Meråker SSK, zuvor für IL Varden. 2007 nahm sie in Martell erstmals an Junioren-Weltmeisterschaften teil, bei denen sie 21. des Einzels wurde, in Sprint und Verfolgung die fünften Plätze belegte und mit Karianne Grue Tufte und Frida Schneider im Staffelrennen hinter Frankreich und Russland mit der Vertretung Norwegens die Bronzemedaille gewann. Es folgten mehrere Rennen bei den Junioren-Wettbewerben des Biathlon-Europacups. Bei der Junioren-WM 2008 in Ruhpolding kamen die Ränge acht im Einzel, sechs im Sprint und fünf im Verfolgungsrennen hinzu, mit Synnøve Solemdal und ihrer Schwester Elise Ringen gewann sie zudem im Staffelrennen hinter der Vertretung aus Deutschland die Silbermedaille. Die nächsten wichtigen internationalen Einsätze folgten für Ringen erst wieder bei den Junioren-Weltmeisterschaften 2010 in Torsby, wo die Norwegerin 29. im Sprint und 28. der Verfolgung wurde.
National gewann Ringen 2007 in Folldal bei den norwegischen Meisterschaften gemeinsam mit ihrer Schwester und Anne Ingstadbjørg für die Region Nord-Trøndelag startend die Goldmedaille im Staffelrennen. Ein Jahr später gewann sie mit Elise Sandvik und ihrer Schwester Elise in Stryn Staffelbronze. Auch erfolgreich verliefen die Norwegischen Meisterschaften 2010 in Simostranda, bei denen Ringen im Sprint als Viertplatzierte noch eine Medaille verpasste, diese dann mit Bronze im darauf basierenden Verfolgungsrennen hinter Tora Berger und Fanny Welle-Strand Horn gewann. Mit Ane Skrove Nossum und Ingstadbjørg gewann sie zudem im Staffelrennen die Silbermedaille.